# Mainstream Rock (чарт)
Hot Mainstream Rock Tracks — хит-парад песен, наиболее часто проигрываемых рок-радиостанциями США. Публикуется американским журналом Billboard. Существует также чарт Alternative Songs, в который попадают композиции альтернативного рока.
Впервые этот хит-парад журнал опубликовал 21 марта 1981 года под названием Top Tracks, с сентября 1984 года он стал называться Top Rock Tracks, с апреля 1986-го — Album Rock Tracks, а с 1996 года чарт сменил своё название на современное Mainstream Rock Tracks. Вместе с данными по альтернативному року и по всем форматам продаж (физические носители, интернет, видео) они все вместе составаляют объединённый рок-чарт Rock Songs.
Первой песней, возглавлявшей хит-парад, стал сингл Эрика Клэптона «I Can't Stand It». Рекорд чарта (21 неделя на первом месте) был поставлен в 2000 году песней «Loser» группы 3 Doors Down. По числу хитов на первом месте (13) лидирует группа Van Halen.

## Рекорды

### Наибольшее количество недель на первом месте
21 неделя
- «Loser» — 3 Doors Down (2000-01)

20 недель
- «It's Been Awhile» — Staind (2001)

17 недель
- «Higher» — Creed (1999—2000)
- «When I’m Gone» — 3 Doors Down (2002-03)

16 недель
- «Touch, Peel and Stand» — Days of the New (1997)

15 недель
- «Interstate Love Song» — Stone Temple Pilots (1994)
- «Heavy» — Collective Soul (1999)

14 недель
- «So Far Away» — Staind (2003)
- «Boulevard of Broken Dreams» — Green Day (2005)
- «Fake It» — Seether (2007-08)
- «Inside the Fire» — Disturbed (2008)

13 недель
- «Start Me Up» — The Rolling Stones (1981)
- «How You Remind Me» — Nickelback (2001)
- «Figured You Out» — Nickelback (2004)
- «Pain» — Three Days Grace (2006-07)

12 недель
- «Mysterious Ways» — U2 (1991-92)
- «Like a Stone» — Audioslave (2003)
- «Save Me» — Shinedown (2005-06)
- «Dani California» — Red Hot Chili Peppers (2006)

11 недель
- «Remedy» — The Black Crowes (1992)
- «Turn The Page» — Metallica (1999)
- «Fall to Pieces» — Velvet Revolver (2004)
- «Break» — Three Days Grace (2009-10)

10 недель
- «Lightning Crashes» — Live (1995)
- «Scar Tissue» — Red Hot Chili Peppers (1999)
- «Blurry» — Puddle of Mudd (2002)
- «Second Chance» — Shinedown (2008-09)

### Наибольшее количество композиций одного исполнителя в чарте
- Shinedown (13)
- Van Halen (13)
- Том Петти (10)
- Aerosmith (9)